# Le Moine au fouet
Pour plus de détails, voir Fiche technique et Distribution.
Le Moine au fouet (Der Mönch mit der Peitsche) est un film allemand réalisé par Alfred Vohrer, sorti en 1967.
Adaptation du même roman d'Edgar Wallace, La Terreur (The Terror), il peut être considéré comme un remake du Moine inquiétant (Der unheimliche Mönch), sorti en 1965.

## Synopsis
L'inspecteur Higgins est chargé de retrouver un assassin qui a tué une élève d'un pensionnat de jeunes filles avec un mélange d'acide et de gaz toxiques. Dans ce pensionnat, on croise une silhouette encapuchonnée, "le moine avec le fouet", qui a tué entre autres le professeur de chimie Keyston.
Bientôt Ann Portland, une pensionnaire, riche héritière, se trouve menacée. Higgins découvre que l'agression dont l'élève Betty Falks a été la victime est arrivée en même temps que la disparition de deux prisonniers. Quand Ann Portland est enlevée par les gangsters, l'inspecteur décide de prendre des mesures. Il découvre comment ils se sont évadés et refait la même chose.
Higgins arrive ainsi à un manoir mystérieux, où Ann Portland est enfermée dans une cage. Au moment d'arriver, il voit le jardinier Powers tirer sur "le moine avec le fouet". Derrière le masque rouge du moine, se trouve la directrice du pensionnat, Harriet Foster, l'ex-épouse du jardinier. Ils s'étaient rencontrés alors qu'ils travaillaient dans un cirque où Harriet faisait un numéro avec un fouet.
On découvre ensuite le cerveau du crime. Il s'agit d'un parent d'Ann Portland qui aurait hérité de tous les biens après sa mort. Tous les autres meurtres n'étaient qu'une diversion.

## Fiche technique
- Titre original : Der Mönch mit der Peitsche
- Titre français : Le Moine au fouet[1]
- Réalisation : Alfred Vohrer, assisté d'Eva Ebner (de)
- Scénario : Axel Berg, Harald G. Petersson
- Musique : Martin Böttcher
- Direction artistique : Walter Kutz, Wilhelm Vorwerg
- Costumes : Irms Pauli
- Photographie : Karl Löb
- Son : Gerhard Müller
- Montage : Jutta Hering
- Production : Horst Wendlandt
- Sociétés de production : Rialto Film
- Société de distribution : Constantin Film
- Pays d'origine :  Allemagne de l'Ouest
- Langue : allemand
- Format : Couleurs - 1,66:1 - Mono - 35 mm
- Genre : Policier
- Durée : 88 minutes
- Dates de sortie :
  -  Allemagne de l'Ouest : 11 août 1967.
  -  Danemark : 12 octobre 1970.

## Distribution
- Joachim Fuchsberger : L'inspecteur Higgins
- Uschi Glas : Ann Portland
- Siegfried Schürenberg : Sir John
- Grit Boettcher : Betty Falks
- Konrad Georg : Keyston
- Harry Riebauer : Mark Denver
- Tilly Lauenstein : Harriet Foster
- Ilse Pagé : Miss Mabel Finley
- Siegfried Rauch : Frank Keeney
- Claus Holm : Glenn Powers
- Günter Meisner : Greaves
- Hans Epskamp (de) : Bannister
- Heinz Spitzner : Harrison
- Jan Hendriks : Brent
- Rudolf Schündler : Sergent Hanfield
- Narziss Sokatscheff (de) : Cress Bartling
- Tilo von Berlepsch (de) : Dr. Shinewood
- Kurt Waitzmann : Carrington
- Suzanne Roquette : Mary Houston
- Susanne Hsiao (de) : June Bell
- Inge Sievers (de) : Mildred Miller
- Ewa Strömberg : Pam Walsbury
- Bruno W. Pantel : Le conducteur de bus
- Kurt Buecheler (de) : Winston Robson
- Arthur Binder (de) : L'officier de police
- Wilhelm Vorwerg : Dr. Cabble
- Eva Ebner (de) : Passagère dans le bus

## Autour du film
Der Mönch mit der Peitsche est la vingt-neuvième adaptation d'un roman d'Edgar Wallace depuis la fin de la Seconde Guerre mondiale.
Il sera plus tard la première victime du film parodique Der Wixxer (de), sorti en 2004.